# Número pseudoprimo de Euler
En aritmética, un número entero compuesto impar n se llama pseudoprimo de Euler en base a, si a y n son números coprimos, y
{\displaystyle a^{(n-1)/2}\equiv \pm 1{\pmod {n}}}
(donde mod se refiere a la operación módulo).
La motivación de esta definición es el hecho de que todos los números primos p satisfacen la ecuación anterior que puede deducirse del pequeño teorema de Fermat, que afirma que si p es primo y coprimo de a, entonces ap−1 ≡ 1 (mod p). 
Supóngase que p>2 es primo. Entonces, p se puede expresar como 2q + 1 donde q es un número entero. Así, a(2q+1) − 1 ≡ 1 (mod p), lo que significa que a2q − 1 ≡ 0 (mod p). Esto se puede factorizar como (aq − 1)(aq + 1) ≡ 0 (mod p), que es equivalente a a(p−1)/2 ≡ ±1 (mod p).
La ecuación se puede probar con bastante rapidez, lo que se puede usar para pruebas de primalidad probabilísticas. Estas pruebas son dos veces más fuertes que las pruebas basadas en el pequeño teorema de Fermat.
Todo número pseudoprimo de Euler es también un pseudoprimo de Fermat. No es posible producir una prueba definitiva de primalidad basada en si un número es un pseudoprimo de Euler porque existen "pseudoprimos de Euler absolutos", números que son pseudoprimos de Euler para todas las bases primas entre sí. Los pseudoprimos absolutos de Euler son un subconjunto de los pseudoprimos absolutos de Fermat, o números de Carmichael, y el pseudoprimo absoluto de Euler más pequeño es 1729 = 7 × 13 × 19.

## Relación con los pseudoprimos de Euler-Jacobi
La condición ligeramente más fuerte de que:
{\displaystyle a^{(n-1)/2}\equiv \left({\frac {a}{n}}\right){\pmod {n}}}
donde n es un compuesto impar, el máximo común divisor de a y n es igual a 1, y (a/n) es el símbolo de Jacobi, es la definición más común de un pseudoprimo de Euler (véase, por ejemplo, la página 115 del libro de Koblitz enumerado a continuación, la página 90 del libro de Riesel, o su página 1003).
Se puede encontrar una discusión de los números de esta forma en pseudoprimo de Euler-Jacobi. No hay pseudoprimos absolutos de Euler-Jacobi.: p. 1004 
La prueba de un probable primo fuerte es incluso más fuerte que la prueba de Euler-Jacobi, pero requiere el mismo esfuerzo computacional. Debido a esta ventaja sobre la prueba de Euler-Jacobi, el software de prueba principal a menudo se basa en la prueba fuerte.

## Código enLua
```
function
 EulerTest(k)
  a = 2
  
if
 k == 1 
then return false

  
elseif
 k == 2 
then return true

  
else

    
if
 (
modPow(a,(k-1)/2,k)
 == 1) or (
modPow(a,(k-1)/2,k)
 == k-1) 
then

      
return true

    
else

      
return false

    
end

  
end

end
```

## Ejemplos
| n  | Pseudoprimos de Euler en base n |
| 1  | 9, 15, 21, 25, 27, 33, 35, 39, 45, 49, 51, 55, 57, 63, 65, 69, 75, 77, 81, 85, 87, 91, 93, 95, 99, 105, 111, 115, 117, 119, 121, 123, 125, 129, 133, 135, 141, 143, 145, 147, 153, 155, 159, 161, 165, 169, 171, 175, 177, 183, 185, 187, 189, 195, 201, 203, 205, 207, 209, 213, 215, 217, 219, 221, 225, 231, 235, 237, 243, 245, 247, 249, 253, 255, 259, 261, 265, 267, 273, 275, 279, 285, 287, 289, 291, 295, 297, 299, ... (todos los compuestos impares) |
| 2  | 341, 561, 1105, 1729, 1905, 2047, 2465, 3277, 4033, 4681, 5461, 6601, 8321, 8481, ... |
| 3  | 121, 703, 1541, 1729, 1891, 2465, 2821, 3281, 4961, 7381, 8401, 8911, ... |
| 4  | 341, 561, 645, 1105, 1387, 1729, 1905, 2047, 2465, 2701, 2821, 3277, 4033, 4369, 4371, 4681, 5461, 6601, 7957, 8321, 8481, 8911, ... |
| 5  | 217, 781, 1541, 1729, 5461, 5611, 6601, 7449, 7813, ... |
| 6  | 185, 217, 301, 481, 1111, 1261, 1333, 1729, 2465, 2701, 3421, 3565, 3589, 3913, 5713, 6533, 8365, ... |
| 7  | 25, 325, 703, 817, 1825, 2101, 2353, 2465, 3277, 4525, 6697, 8321, ... |
| 8  | 9, 21, 65, 105, 133, 273, 341, 481, 511, 561, 585, 1001, 1105, 1281, 1417, 1541, 1661, 1729, 1905, 2047, 2465, 2501, 3201, 3277, 3641, 4033, 4097, 4641, 4681, 4921, 5461, 6305, 6533, 6601, 7161, 8321, 8481, 9265, 9709, ... |
| 9  | 91, 121, 671, 703, 949, 1105, 1541, 1729, 1891, 2465, 2665, 2701, 2821, 3281, 3367, 3751, 4961, 5551, 6601, 7381, 8401, 8911, ... |
| 10 | 9, 33, 91, 481, 657, 1233, 1729, 2821, 2981, 4187, 5461, 6533, 6541, 6601, 7777, 8149, 8401, ... |
| 11 | 133, 305, 481, 645, 793, 1729, 2047, 2257, 2465, 4577, 4921, 5041, 5185, 8113, ... |
| 12 | 65, 91, 133, 145, 247, 377, 385, 1649, 1729, 2041, 2233, 2465, 2821, 3553, 6305, 8911, 9073, ... |
| 13 | 21, 85, 105, 561, 1099, 1785, 2465, 5149, 5185, 7107, 8841, 8911, 9577, 9637, ... |
| 14 | 15, 65, 481, 781, 793, 841, 985, 1541, 2257, 2465, 2561, 2743, 3277, 5185, 5713, 6533, 6541, 7171, 7449, 7585, 8321, 9073, ... |
| 15 | 341, 1477, 1541, 1687, 1729, 1921, 3277, 6541, 9073, ... |
| 16 | 15, 85, 91, 341, 435, 451, 561, 645, 703, 1105, 1247, 1271, 1387, 1581, 1695, 1729, 1891, 1905, 2047, 2071, 2465, 2701, 2821, 3133, 3277, 3367, 3683, 4033, 4369, 4371, 4681, 4795, 4859, 5461, 5551, 6601, 6643, 7957, 8321, 8481, 8695, 8911, 9061, 9131, 9211, 9605, 9919, ... |
| 17 | 9, 91, 145, 781, 1111, 1305, 1729, 2149, 2821, 4033, 4187, 5365, 5833, 6697, 7171, ... |
| 18 | 25, 49, 65, 133, 325, 343, 425, 1105, 1225, 1369, 1387, 1729, 1921, 2149, 2465, 2977, 4577, 5725, 5833, 5941, 6305, 6517, 6601, 7345, ... |
| 19 | 9, 45, 49, 169, 343, 561, 889, 905, 1105, 1661, 1849, 2353, 2465, 2701, 3201, 4033, 4681, 5461, 5713, 6541, 6697, 7957, 8145, 8281, 8401, 9997, ... |
| 20 | 21, 57, 133, 671, 889, 1281, 1653, 1729, 1891, 2059, 2413, 2761, 3201, 5461, 5473, 5713, 5833, 6601, 6817, 7999, ... |
| 21 | 65, 221, 703, 793, 1045, 1105, 2465, 3781, 5185, 5473, 6541, 7363, 8965, 9061, ... |
| 22 | 21, 69, 91, 105, 161, 169, 345, 485, 1183, 1247, 1541, 1729, 2041, 2047, 2413, 2465, 2821, 3241, 3801, 5551, 7665, 9453, ... |
| 23 | 33, 169, 265, 341, 385, 481, 553, 1065, 1271, 1729, 2321, 2465, 2701, 2821, 3097, 4033, 4081, 4345, 4371, 4681, 5149, 6533, 6541, 7189, 7957, 8321, 8651, 8745, 8911, 9805, ... |
| 24 | 25, 175, 553, 805, 949, 1541, 1729, 1825, 1975, 2413, 2465, 2701, 3781, 4537, 6931, 7501, 9085, 9361, ... |
| 25 | 217, 561, 781, 1541, 1729, 1891, 2821, 4123, 5461, 5611, 5731, 6601, 7449, 7813, 8029, 8911, 9881, ... |
| 26 | 9, 25, 27, 45, 133, 217, 225, 475, 561, 589, 703, 925, 1065, 2465, 3325, 3385, 3565, 3825, 4741, 4921, 5041, 5425, 6697, 8029, 9073, ... |
| 27 | 65, 121, 133, 259, 341, 365, 481, 703, 1001, 1541, 1649, 1729, 1891, 2465, 2821, 2981, 2993, 3281, 4033, 4745, 4921, 4961, 5461, 6305, 6533, 7381, 7585, 8321, 8401, 8911, 9809, 9841, 9881, ... |
| 28 | 9, 27, 145, 261, 361, 529, 785, 1305, 1431, 2041, 2413, 2465, 3201, 3277, 4553, 4699, 5149, 7065, 8321, 8401, 9841, ... |
| 29 | 15, 21, 91, 105, 341, 469, 481, 793, 871, 1729, 1897, 2105, 2257, 2821, 4371, 4411, 5149, 5185, 5473, 5565, 6097, 7161, 8321, 8401, 8421, 8841, ... |
| 30 | 49, 133, 217, 341, 403, 469, 589, 637, 871, 901, 931, 1273, 1537, 1729, 2059, 2077, 2821, 3097, 3277, 4081, 4097, 5729, 6031, 6061, 6097, 6409, 6817, 7657, 8023, 8029, 8401, 9881, ... |

## Menores pseudoprimos de Euler en basen
| n  | Menor pseudoprimo de Euler | n  | Menor pseudoprimo de Euler | n  | Menor pseudoprimo de Euler | n   | Menor pseudoprimo de Euler |
| 1  | 9                          | 33 | 545                        | 65 | 33                         | 97  | 21                         |
| 2  | 341                        | 34 | 21                         | 66 | 65                         | 98  | 9                          |
| 3  | 121                        | 35 | 9                          | 67 | 33                         | 99  | 25                         |
| 4  | 341                        | 36 | 35                         | 68 | 25                         | 100 | 9                          |
| 5  | 217                        | 37 | 9                          | 69 | 35                         | 101 | 25                         |
| 6  | 185                        | 38 | 39                         | 70 | 69                         | 102 | 133                        |
| 7  | 25                         | 39 | 133                        | 71 | 9                          | 103 | 51                         |
| 8  | 9                          | 40 | 39                         | 72 | 85                         | 104 | 15                         |
| 9  | 91                         | 41 | 21                         | 73 | 9                          | 105 | 451                        |
| 10 | 9                          | 42 | 451                        | 74 | 15                         | 106 | 15                         |
| 11 | 133                        | 43 | 21                         | 75 | 91                         | 107 | 9                          |
| 12 | 65                         | 44 | 9                          | 76 | 15                         | 108 | 91                         |
| 13 | 21                         | 45 | 133                        | 77 | 39                         | 109 | 9                          |
| 14 | 15                         | 46 | 9                          | 78 | 77                         | 110 | 111                        |
| 15 | 341                        | 47 | 65                         | 79 | 39                         | 111 | 55                         |
| 16 | 15                         | 48 | 49                         | 80 | 9                          | 112 | 65                         |
| 17 | 9                          | 49 | 25                         | 81 | 91                         | 113 | 21                         |
| 18 | 25                         | 50 | 21                         | 82 | 9                          | 114 | 115                        |
| 19 | 9                          | 51 | 25                         | 83 | 21                         | 115 | 57                         |
| 20 | 21                         | 52 | 51                         | 84 | 85                         | 116 | 9                          |
| 21 | 65                         | 53 | 9                          | 85 | 21                         | 117 | 49                         |
| 22 | 21                         | 54 | 55                         | 86 | 65                         | 118 | 9                          |
| 23 | 33                         | 55 | 9                          | 87 | 133                        | 119 | 15                         |
| 24 | 25                         | 56 | 33                         | 88 | 87                         | 120 | 77                         |
| 25 | 217                        | 57 | 25                         | 89 | 9                          | 121 | 15                         |
| 26 | 9                          | 58 | 57                         | 90 | 91                         | 122 | 33                         |
| 27 | 65                         | 59 | 15                         | 91 | 9                          | 123 | 85                         |
| 28 | 9                          | 60 | 341                        | 92 | 21                         | 124 | 25                         |
| 29 | 15                         | 61 | 15                         | 93 | 25                         | 125 | 9                          |
| 30 | 49                         | 62 | 9                          | 94 | 57                         | 126 | 25                         |
| 31 | 15                         | 63 | 341                        | 95 | 141                        | 127 | 9                          |
| 32 | 25                         | 64 | 9                          | 96 | 65                         | 128 | 49                         |